# Gerhard Taschner

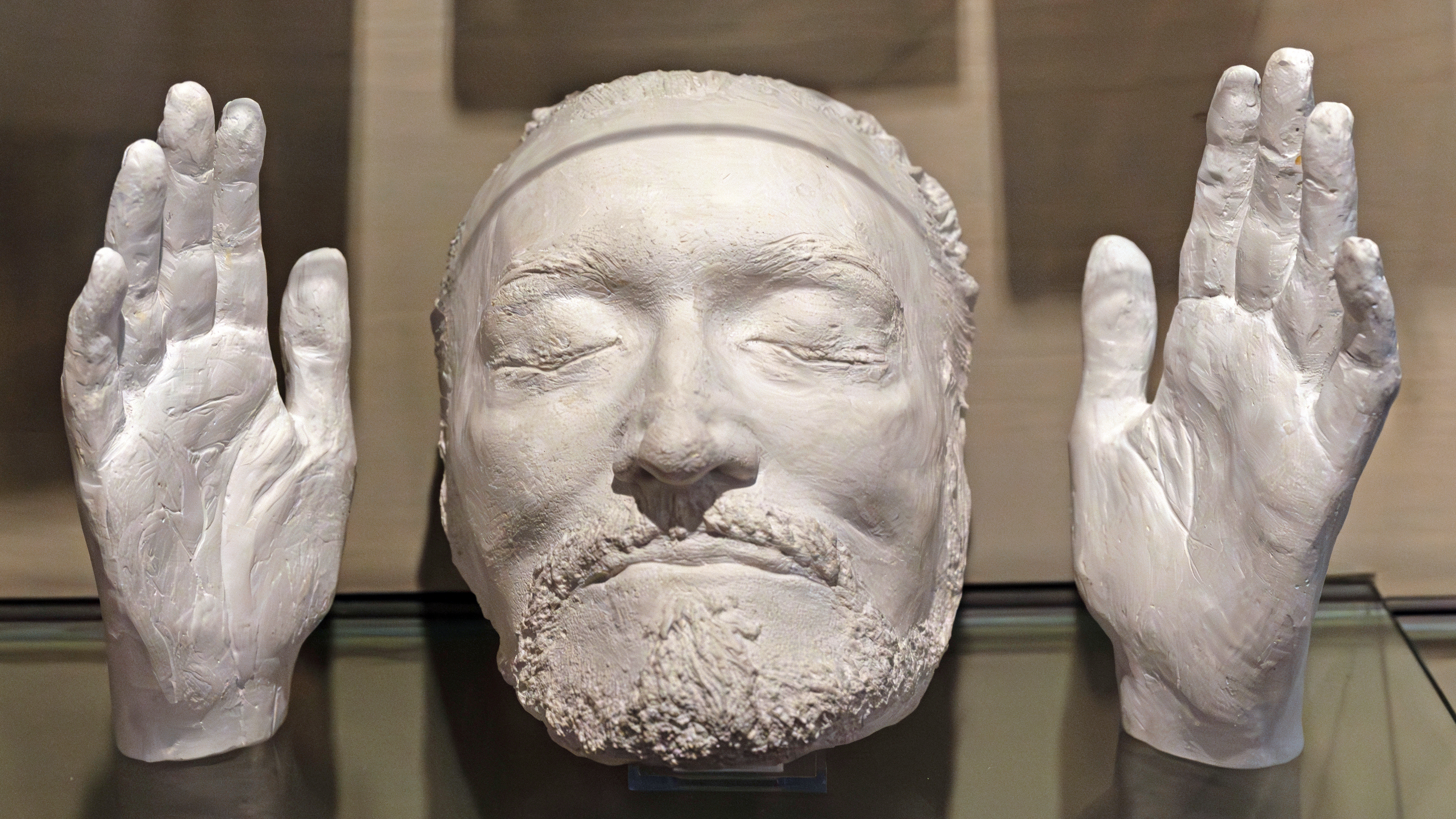
Gerhard Taschners Totenmaske und Handabformungen

Gerhard Taschner (* 25. Mai 1922 in Jägerndorf, Tschechoslowakei; † 21. Juli 1976 in Berlin) war ein deutscher Geigenvirtuose.

## Leben

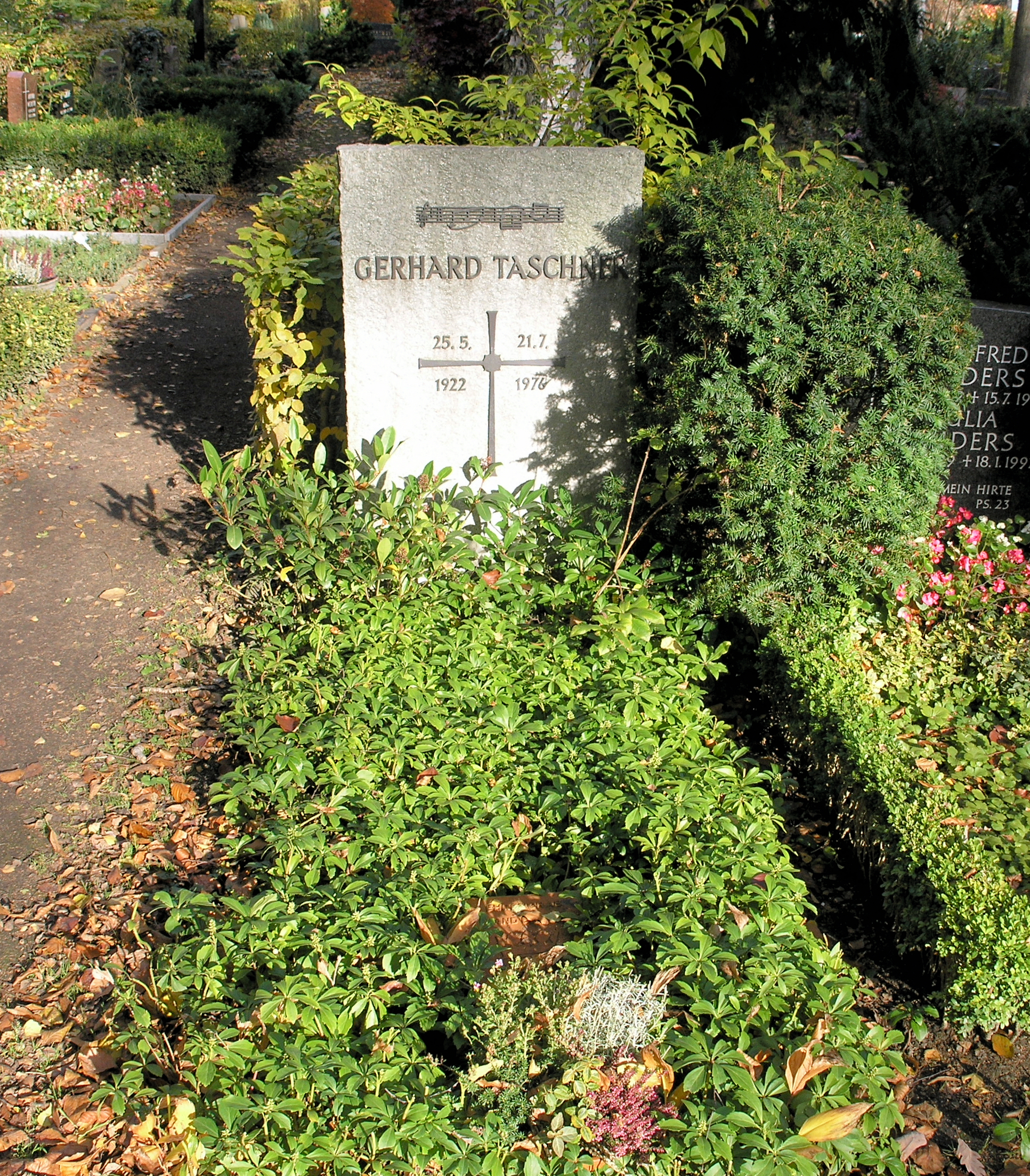
Ehrengrab, Stubenrauchstraße 43–45, in Berlin-Friedenau

Taschner debütierte als Siebenjähriger in Prag mit einem Violinkonzert von Mozart. Später studierte er bei Jenő Hubay in Budapest, bei Bronisław Huberman und Adolf Bak in Wien. 1939 wurde er Konzertmeister am Stadttheater von Brünn.
1941, mit 19 Jahren, von Wilhelm Furtwängler als jüngster erster Konzertmeister zu den Berliner Philharmonikern geholt, etablierte er sich in den Kriegsjahren schnell als gefeierter Solist. Taschner stand 1944 in der Gottbegnadeten-Liste des Reichsministeriums für Volksaufklärung und Propaganda.
Nach dem Zweiten Weltkrieg bildete er mit dem Cellisten Ludwig Hoelscher und dem Pianisten Walter Gieseking ein erfolgreiches Trio. 1950 wurde er als Professor an die Berliner Musikhochschule berufen. Bis Anfang der 60er Jahre trat er bei Konzerten in aller Welt auf, dann musste Taschner aufgrund eines Rückenleidens seine Karriere beenden. Danach widmete er sich ausschließlich seiner pädagogischen Tätigkeit.
Ab 1942 war er mit der Pianistin Gerda Nette-Taschner (* 21. November 1906 † 15. Oktober 2012) verheiratet.
Gerhard Taschner litt gegen Ende seines Lebens unter psychischen Problemen, für die er keine Lösung fand. Er gab sich dem Alkohol hin und starb nach einer Operation an einer Lungenentzündung.
Sein Grab auf dem Friedhof Schöneberg III in Berlin-Friedenau wurde von 1990 bis 2014 als Ehrengrab des Landes Berlin geführt.
Mittlerweile wiederveröffentlichte Aufnahmen (ab 1997 bei EMI und bei MDG, zum größten Teil aus Rundfunkarchiven stammend; die relativ wenigen Studioaufnahmen bei Archiphon) zeugen vom überragenden Rang dieses Geigers, dessen Karriere merkwürdig im Sande verlief und der jahrzehntelang völlig der Vergessenheit anheimgefallen war. Zu den diskographischen Höhepunkten gehört seine Kreutzer-Sonate mit dem Pianisten Walter Gieseking, die spontan in einer Pause bei Orchesteraufnahmen entstand.
Von 2001 bis 2005 vergab die Universität der Künste Berlin den Gerhard-Taschner-Preis für Violine.

## Medien
- Radiosendung „Der Geiger Gerhard Taschner“ von Beate Bartlewski, br-klassik vom 24. Februar 2011[3]

- Musikproduktion Dabringhaus & Grimm (2012): Taschner spielt (PDF; 75 kB) Jean Sibelius: Violinkonzert op. 47, Aram I. Khatchaturian: Violinkonzert, Pablo de Sarasate: Carmen-Fantasie[4]

## Einzelbelege und Nachweise
1. ↑  Taschner, Gerhard. In: Theodor Kellenter: Die Gottbegnadeten : Hitlers Liste unersetzbarer Künstler. Kiel: Arndt, 2020, ISBN 978-3-88741-290-6, S. 225
2. ↑  ekowski.de (Memento des Originals vom 21. August 2013 im Internet Archive)  Info: Der Archivlink wurde automatisch eingesetzt und noch nicht geprüft. Bitte prüfe Original- und Archivlink gemäß Anleitung und entferne dann diesen Hinweis.
3. ↑  Beate Bartlewski – Work (Memento des Originals vom 28. November 2016 im Internet Archive)  Info: Der Archivlink wurde automatisch eingesetzt und noch nicht geprüft. Bitte prüfe Original- und Archivlink gemäß Anleitung und entferne dann diesen Hinweis.
4. ↑  Hörproben

| Personendaten    | Personendaten       |
| ---------------- | ------------------- |
| NAME             | Taschner, Gerhard   |
| KURZBESCHREIBUNG | deutscher Violinist |
| GEBURTSDATUM     | 25. Mai 1922        |
| GEBURTSORT       | Jägerndorf          |
| STERBEDATUM      | 21. Juli 1976       |
| STERBEORT        | Berlin              |